# 华西蝴蝶兰
华西蝴蝶兰（学名：Phalaenopsis wilsonii），为兰科蝴蝶兰属下的一个植物种。